# Zanesville (Ohio)
Zanesville is een plaats (city) in de Amerikaanse staat Ohio, en valt bestuurlijk gezien onder Muskingum County.
Zanesville was van 1810 tot 1812 als tweede stad, na Chillicothe, hoofdstad van Ohio. Chillicothe volgde Zanesville ook weer op als hoofdstad.

## Demografie
Bij de volkstelling in 2000 werd het aantal inwoners vastgesteld op 25.586.
In 2006 is het aantal inwoners door het United States Census Bureau geschat op 25.361, een daling van 225 (-0.9%).

## Geografie
Volgens het United States Census Bureau beslaat de plaats een oppervlakte van
29,8 km², waarvan 29,1 km² land en 0,7 km² water.

## Plaatsen in de nabije omgeving
De onderstaande figuur toont nabijgelegen plaatsen in een straal van 16 km rond Zanesville.

## Geboren
- Cass Gilbert (1859-1934), architect
- Andy Gibson (1913-1961), jazz-trompettist, componist en arrangeur
- Phil Sunkel (1925), jazzmuzikant (trompet, bugel), componist en arrangeur van de swing en de cooljazz
- Patrick McCarty (1928), componist, muziekpedagoog, trombonist en bibliothecaris